# Christian Panucci
Christian Panucci (Savona, 12 d'abril, 1973) és un exfutbolista italià que jugava com a defensa.

## Trajectòria
Històricament va jugar en la posició de lateral dret, tot i que també ha actuar en la de central. Durant la seva carrera va defensar els colors de molts dels importants clubs europeus, des dels seus inicis el 1992: Genoa 1893, AC Milan, Reial Madrid, Inter de Milà, Chelsea FC, AS Monaco, AS Roma i Parma FC

### Selecció
Va disputar més de 50 partits amb la selecció italiana. Va disputar el Mundial del 2002 i les Eurocopes del 2004 i 2008.

## Palmarès

### AC Milan
- Lliga italiana de futbol: 
  - 1993-94, 1995-96
- Supercopa italiana de futbol
  - 1993, 1994
- Lliga de Campions
  - 1993-94
- Supercopa d'Europa de futbol
  - 1994

### Reial Madrid
- Lliga de Campions
  - 1997-98
- Copa Intercontinental de futbol
  - 1998

### A.S. Roma
- Copa italiana de futbol
  - 2006-07, 2007-08
- Supercopa italiana de futbol
  - 2007